# バヤンノール市
バヤンノール市（バヤンノールし、モンゴル語：ᠪᠠᠶᠠᠨᠨᠠᠭᠤᠷ
ᠬᠣᠲᠠ、Bayannaɣur qota、巴彦淖爾市）は、中華人民共和国内モンゴル自治区西部に位置する地級市。バヤンノールとはモンゴル語で「豊かな湖」という意味である。

## 歴史
西漢の元朔二年（紀元前127年）、漢の武帝は匈奴の手から河朔（河套平原）を奪取するために衛青を派して、磴口に朔方城を建て、今のオルドスとバヤンノール盟西南部の地区を治めた。

## 行政区画
1市轄区・2県・4旗を管轄する。
- 市轄区：
  - 臨河区
- 県：
  - 五原県・磴口県
- 旗：
  - ハンギン後旗（杭錦後旗）・ウラド中旗（烏拉特中旗）・ウラド前旗（烏拉特前旗）・ウラド後旗（烏拉特後旗）

| バヤンノール市の地図                                               |
| ------------------------------------------------------------------ |
| 臨河区 五原県 磴口県 ウラド前旗 ウラド中旗 ウラド後旗 ハンギン後旗 |

### 年表
この節の出典

#### 陝壩専区(1949年-1950年)
- 1949年10月1日 - 中華人民共和国綏遠省陝壩専区が成立。米倉県・臨河県・狼山県・晏江県・五原県・安北県・陝壩鎮が発足。(6県1鎮)
- 1950年9月 - 陝壩専区が綏西専区に改称。

#### 綏西専区
- 1950年11月27日 - 綏西専区が陝壩専区に改称。

#### 陝壩専区(1950年-1954年)
- 1953年9月28日 (4県2旗1鎮)
  - 米倉県がイフ・ジョー盟モンゴル族自治区ハンギン旗の一部と合併し、ハンギン後旗が発足。
  - 晏江県がイフ・ジョー盟モンゴル族自治区ダラト旗の一部と合併し、ダラト後旗が発足。
- 1954年1月28日 - 綏遠省の内モンゴル自治区への編入により、内モンゴル自治区河套行政区となる。

#### 河套行政区
- 1954年10月1日 (4県2旗1鎮)
  - 五原県・ダラト後旗・狼山県・ハンギン後旗の各一部がウランチャブ盟ウラド中後連合旗に編入。
  - ダラト後旗・安北県の各一部がウランチャブ盟ウラド前旗に編入。
- 1958年4月21日 - 臨河県・五原県・安北県・狼山県・ダラト後旗・ハンギン後旗・陝壩鎮がバヤンノール盟に編入。

#### バヤンノール盟
- 1956年4月3日 - 甘粛省の分割により、甘粛省バヤンホト(巴音浩特)・モンゴル族自治州が内モンゴル自治区バヤンノール盟となる。(1市1県2旗)
  - 甘粛省張掖専区エジン自治旗を編入。
  - アルシャー旗の一部が分立し、バヤンホト(巴彦浩特)市が発足。
  - エジン自治旗が旗に移行し、エジン旗となる。
- 1958年3月10日 - ウランチャブ盟ウラド前旗・ウラド中後連合旗を編入。(1市1県4旗)
- 1958年4月21日 (1市3県6旗)
  - 河套行政区臨河県・五原県・安北県・狼山県・ダラト後旗・ハンギン後旗・陝壩鎮を編入。
  - 狼山県・陝壩鎮がハンギン後旗に編入。
  - 安北県がウラド前旗に編入。
- 1958年7月5日 - ダラト後旗が五原県に編入。(1市3県5旗)
- 1958年9月5日 - バヤンホト市がアルシャー旗に編入。(3県5旗)
- 1960年1月7日 (1市2県5旗)
  - 磴口県の一部が分立し、バヤンゴル(巴彦高勒)市が発足。
  - 磴口県の残部がアルシャー旗、イフ・ジョー盟オトク旗に分割編入。
- 1960年7月14日 - ウラド前旗が包頭市に編入。(1市2県4旗)
- 1961年4月22日 (1市2県5旗)
  - アルシャー旗の一部が分立し、アルシャー左旗・アルシャー右旗が発足。
  - アルシャー旗の残部がバヤンゴル市に編入。
- 1961年7月9日 - アルシャー左旗の一部が分立し、ウダ市が発足。(2市2県5旗)
- 1963年11月17日 - 包頭市ウラド前旗を編入。(2市2県6旗)
- 1964年7月20日 - バヤンゴル市が県制施行し、磴口県となる。(1市3県6旗)
- 1965年4月17日 (1市3県6旗)
  - アルシャー右旗の一部が甘粛省張掖専区山丹県に編入。
  - 甘粛省張掖専区張掖県の一部がアルシャー右旗に編入。
  - アルシャー左旗・アルシャー右旗の各一部が甘粛省武威専区民勤県に編入。
- 1969年7月5日 (1市3県3旗)
  - アルシャー左旗が寧夏回族自治区に編入。
  - アルシャー右旗が甘粛省武威専区に編入。
  - エジン旗が甘粛省酒泉専区に編入。
- 1970年10月30日 - ウラド中後連合旗の一部が分立し、チョグ(潮格)旗が発足。(1市3県4旗)
- 1975年8月30日 - ウダ市がイフ・ジョー盟海勃湾市と合併し、地級市の烏海市となる。(3県4旗)
- 1979年5月30日 - 寧夏回族自治区アルシャー左旗、甘粛省武威地区アルシャー右旗、酒泉地区エジン旗を編入。(3県7旗)
- 1979年12月12日 - アルシャー右旗・アルシャー左旗・エジン旗がアルシャー盟に編入。(3県4旗)
- 1981年8月21日 (3県4旗)
  - ウラド中後連合旗がウラド中旗に改称。
  - チョグ旗がウラド後旗に改称。
- 1984年12月11日 - 臨河県が市制施行し、臨河市となる。(1市2県4旗)
- 2003年12月1日 - バヤンノール盟が地級市のバヤンノール市に昇格。

#### バヤンノール市
- 2003年12月1日 - バヤンノール盟が地級市のバヤンノール市に昇格。(1区2県4旗)
  - 臨河市が区制施行し、臨河区となる。